# Schistoglossa approximata
Schistoglossa approximata är en skalbaggsart som först beskrevs av Max Bernhauer 1909.  Schistoglossa approximata ingår i släktet Schistoglossa och familjen kortvingar. Inga underarter finns listade i Catalogue of Life.